# Список призерів чемпіонатів України зі спортивної ходьби серед чоловіків
Цей список включає призерів чемпіонатів України з легкої атлетики в чоловічих дисциплінах спортивної ходьби за всі роки їх проведення.

## Стадіон

### Ходьба 10000 метрів
| Чемпіонат | Золото                            | Срібло                            | Бронза                                |
| --------- | --------------------------------- | --------------------------------- | ------------------------------------- |
| 1992-2024 | чемпіони не визначались           |                                   |                                       |
| 2025      | Сергій Світличний Сумська область | Едуард Забуженко Київська область | Мар'ян Закальницький Донецька область |

### Ходьба 20000 метрів
| Чемпіонат  | Золото                            | Срібло                            | Бронза                            |
| ---------- | --------------------------------- | --------------------------------- | --------------------------------- |
| 1992       | чемпіон не визначався             |                                   |                                   |
| 1993       | Володимир Сойка Львівська область | Сергій П'ятаченко Сумська область |                                   |
| 1993-1996  | чемпіони не визначались           |                                   |                                   |
| 1997       | Андрій Ковенко Вінницька область  | Анатолій Крот Волинська область   | Леонід Мізернюк Волинська область |
| 1998       | Андрій Ковенко Вінницька область  | Леонід Мізернюк Волинська область | Олексій Шелест Сумська область    |
| після 1998 | чемпіони не визначались           |                                   |                                   |

## Шосе

### Ходьба 2×10 кілометрів
- У цій дисципліні учасники двічі долали 10-кілометрову дистанцію через 45 хвилин відпочинку.

| Чемпіонат | Золото                          | Срібло                            | Бронза                         |
| --------- | ------------------------------- | --------------------------------- | ------------------------------ |
| 1992-2023 | чемпіони не визначались         |                                   |                                |
| 2024      | Іван Банзерук Волинська область | Сергій Світличний Сумська область | Віктор Шумік Волинська область |
| 2025      | чемпіон не визначався           |                                   |                                |

### Ходьба 20 кілометрів
| Чемпіонат      | Золото                                                           | Срібло                                  | Бронза                                     |
| -------------- | ---------------------------------------------------------------- | --------------------------------------- | ------------------------------------------ |
| 1992 (зимовий) |                                                                  |                                         |                                            |
| 1992           |                                                                  |                                         |                                            |
| 1993 (зимовий) |                                                                  |                                         |                                            |
| 1993           | чемпіон визначався на дистанції 20000 метрів на доріжці стадіону |                                         |                                            |
| 1994 (зимовий) |                                                                  |                                         |                                            |
| 1994           | Анатолій Козлов Сумська область                                  | Федосій Чумаченко Тернопільська область | Олександр Шаповалов Київська область       |
| 1995 (зимовий) |                                                                  |                                         |                                            |
| 1995           | Павло Андрієнко Львівська область                                | Анатолій Горшков Київ                   | Володимир Дручик Волинська область         |
| 1996 (зимовий) | Микола Калитка Волинська область                                 |                                         |                                            |
| 1996           |                                                                  |                                         |                                            |
| 1997 (зимовий) |                                                                  | Микола Калитка Волинська область        |                                            |
| 1997           | чемпіон визначався на дистанції 20000 метрів на доріжці стадіону |                                         |                                            |
| 1998 (зимовий) | Леонід Мізернюк Волинська область                                | Віталій Стецишин Львівська область      |                                            |
| 1998           | чемпіон визначався на дистанції 20000 метрів на доріжці стадіону |                                         |                                            |
| 1999 (зимовий) | Віталій Стецишин Львівська область                               | Андрій Ковенко Вінницька область        | Леонід Мізернюк Волинська область          |
| 1999           | Феодосій Чумаченко Молдова                                       | Андрій Макаров Білорусь                 | Віталій Стецишин Львівська область         |
| 2000 (зимовий) | Леонід Мізернюк Волинська область                                | Андрій Ковенко Вінницька область        | Анатолій Малівський Житомирська область    |
| 2000           | Олексій Шелест Сумська область                                   | Андрій Ковенко Вінницька область        | Леонід Мізернюк Волинська область          |
| 2001 (зимовий) |                                                                  | Віталій Стецишин Львівська область      | Леонід Мізернюк Волинська область          |
| 2001           | Олексій Шелест Сумська область                                   | Андрій Ковенко Вінницька область        | Іван Луцик Волинська область               |
| 2002 (зимовий) |                                                                  |                                         |                                            |
| 2002           | Андрій Юрін Київська область                                     | Іван Луцик Волинська область            | Андрій Ковенко Вінницька область           |
| 2003 (зимовий) |                                                                  |                                         |                                            |
| 2003           | Олексій Шелест Сумська область                                   | Андрій Ковенко Вінницька область        | Іван Луцик Волинська область               |
| 2004 (зимовий) | Андрій Ковенко Вінницька область                                 | Артем Вальченко Київська область        | Іван Луцик Волинська область               |
| 2004           | Андрій Юрін Київська область                                     | Андрій Ковенко Вінницька область        |                                            |
| 2005 (зимовий) | Андрій Юрін Київська область                                     | Андрій Ковенко Вінницька область        | Артем Вальченко Київ                       |
| 2005           | Андрій Ковенко Вінницька область                                 | Олексій Казанін Київська область        |                                            |
| 2006 (зимовий) | Артем Вальченко Київ                                             | Андрій Ковенко Вінницька область        | Іван Лосев Київська область                |
| 2006           | Андрій Юрін Київська область                                     | Андрій Ковенко Вінницька область        | Сергій Будза Київська область              |
| 2007 (зимовий) | Андрій Ковенко Вінницька область                                 | Артем Вальченко Київ                    | Руслан Дмитренко Донецька область          |
| 2007           | Андрій Ковенко Вінницька область                                 | Іван Лосев Київська область             | Олексій Казанін Донецька область           |
| 2008 (зимовий) |                                                                  |                                         |                                            |
| 2008           | Андрій Ковенко Вінницька область                                 | Назар Коваленко Київська область        | Сергій Будза Київська область              |
| 2009 (зимовий) | Руслан Дмитренко Донецька область                                | Андрій Ковенко Вінницька область        | Олександр Романенко Вінницька область      |
| 2009           | Руслан Дмитренко Донецька область                                | Іван Лосев Київська область             | Олексій Казанін Донецька область           |
| 2010 (зимовий) | Руслан Дмитренко Донецька область                                | Іван Лосев Київська область             | Андрій Ковенко Вінницька область           |
| 2010           | Іван Лосев Київська область                                      | Руслан Дмитренко Донецька область       | Андрій Ковенко Вінницька область           |
| 2011 (зимовий) | Руслан Дмитренко Донецька область                                | Назар Коваленко Київська область        | Олександр Венгловський Житомирська область |
| 2011           | Назар Коваленко Київська область                                 | Олексій Казанін Донецька область        | Сергій Будза Київська область              |
| 2012 (зимовий) | Андрій Ковенко Вінницька область                                 | Іван Лосев Донецька область             | Ігор Лященко Київська область              |
| 2012           | Андрій Ковенко Вінницька область                                 | Олександр Вербицький Київська область   | Олександр Венгловський Житомирська область |
| 2013 (зимовий) | Андрій Ковенко Вінницька область                                 | Руслан Дмитренко Донецька область       | Іван Лосев Донецька область                |
| 2013           | Олексій Казанін Донецька область                                 | Ігор Лященко Київська область           | Олександр Вербицький Київська область      |
| 2014 (зимовий) | Іван Лосев Донецька область                                      | Ігор Лященко Київська область           | Костянтин Пузанов Закарпатська область     |
| 2014           | Андрій Ковенко Вінницька область                                 | Ігор Сахарук Волинська область          | Костянтин Пузанов Закарпатська область     |
| 2015 (зимовий) | Андрій Ковенко Вінницька область                                 | Владислав Любченко Київська область     | Сергій Світличний Сумська область          |
| 2015           | Іван Лосев Волинська область                                     | Андрій Ковенко Вінницька область        | Назар Коваленко Київська область           |
| 2016 (зимовий) | Руслан Дмитренко Донецька область                                | Назар Коваленко Київська область        | Іван Лосев Волинська область               |
| 2016           | Іван Лосев Волинська область                                     | Костянтин Пузанов Закарпатська область  | Андрій Гречковський Київська область       |
| 2017 (зимовий) | Назар Коваленко Київська область                                 | Іван Лосев Київська область             | Олексій Казанін Волинська область          |
| 2017           | Руслан Дмитренко Донецька область                                | Андрій Ковенко Вінницька область        | Валерій Літанюк Івано-Франківська область  |
| 2018 (зимовий) | Іван Лосев Київська область                                      | Руслан Дмитренко Донецька область       | Іван Банзерук Волинська область            |
| 2018           | Олексій Казанін Вінницька область                                | Едуард Забуженко Київська область       | Дмитро Собчук Волинська область            |
| 2019 (зимовий) | Іван Лосев Київська область                                      | Едуард Забуженко Київська область       | Віктор Шумік Волинська область             |
| 2019           | Олександр Ляхович Білорусь                                       | Сергій Будза Київська область           | Сергій Світличний Сумська область          |
| 2020 (зимовий) | Едуард Забуженко Київська область                                | Віктор Шумік Волинська область          | Назар Коваленко Київська область           |
| 2020           | Іван Лосев Київська область                                      | Едуард Забуженко Київська область       | Назар Коваленко Київська область           |
| 2021 (зимовий) | Едуард Забуженко Київська область                                | Іван Лосев Київська область             | Назар Коваленко Київська область           |
| 2021           | Назар Коваленко Київська область                                 | Віктор Шумік Волинська область          | Сергій Світличний Сумська область          |
| 2022 (зимовий) | чемпіон не визначався                                            |                                         |                                            |
| 2022           | Віктор Шумік Волинська область                                   | Сергій Світличний Сумська область       | Єгор Шелест Сумська область                |
| 2023 (зимовий) | Віктор Шумік Волинська область                                   | Сергій Світличний Сумська область       | Мар'ян Закальницький Донецька область      |
| 2023           | Сергій Світличний Сумська область                                | Едуард Забуженко Київська область       | Віктор Шумік Волинська область             |
| 2024           | Ігор Главан Сумська область                                      | Микола Рущак Сумська область            | Мар'ян Закальницький Донецька область      |
| 2025           | Микола Рущак Сумська область                                     | Іван Банзерук Волинська область         | Ігор Главан Сумська область                |

### Ходьба 30 кілометрів
- Чемпіони на дистанції 30 кілометрів визначались на зимових чемпіонатах зі спортивної ходьби у 1997—1998, 2004—2010

| Чемпіонат  | Золото                           | Срібло                            | Бронза                                |
| ---------- | -------------------------------- | --------------------------------- | ------------------------------------- |
| 1992-1996  | чемпіони не визначались          |                                   |                                       |
| 1997       | Віталій Попович Київська область | Анатолій Горшков Київ             | Олексій Шелест Сумська область        |
| 1998       | Віталій Попович Київська область | Олексій Шелест Сумська область    | Володимир Сойка Львівська область     |
| 1999-2003  | чемпіони не визначались          |                                   |                                       |
| 2004       | Андрій Юрін Київська область     | Юрій Бурбан Львівська область     | Олексій Шелест Сумська область        |
| 2005       | Олексій Шелест Сумська область   | Олексій Казанін Київська область  | Юрій Бурбан Львівська область         |
| 2006       | Юрій Бурбан Львівська область    | Олексій Шелест Сумська область    | Олександр Романенко Вінницька область |
| 2007       | Сергій Будза Київська область    | Олексій Казанін Донецька область  | Олексій Шелест Сумська область        |
| 2008       | Олексій Казанін Донецька область | Сергій Будза Київська область     | Олексій Шелест Сумська область        |
| 2009       | Олексій Казанін Донецька область | Олексій Шелест Сумська область    | Сергій Будза Київська область         |
| 2010       | Сергій Будза Київська область    | Максим Коваленко Київська область | Олександр Романенко Вінницька область |
| після 2010 | чемпіони не визначались          |                                   |                                       |

### Ходьба 35 кілометрів
- Чемпіони на дистанції 35 кілометрів визначаються на чемпіонатах зі спортивної ходьби, починаючи з 2011

| Чемпіонат      | Золото                                    | Срібло                                | Бронза                                |
| -------------- | ----------------------------------------- | ------------------------------------- | ------------------------------------- |
| 1992-2010      | чемпіони не визначались                   |                                       |                                       |
| 2011           | Олексій Казанін Донецька область          | Іван Лосев Донецька область           | Сергій Будза Київська область         |
| 2012           | Олексій Казанін Донецька область          | Олексій Шелест Сумська область        | Ігор Главан Київська область          |
| 2013           | Ігор Главан Київська область              | Сергій Будза Київська область         | Олексій Казанін Донецька область      |
| 2014           | Ігор Сахарук Волинська область            | Олексій Казанін Донецька область      | Іван Банзерук Волинська область       |
| 2015           | Олексій Казанін Волинська область         | Ігор Сахарук Волинська область        | Олексій Білорус Житомирська область   |
| 2016           | Ігор Главан Київська область              | Іван Банзерук Волинська область       | Сергій Будза Київська область         |
| 2017           | Ігор Главан Сумська область               | Іван Банзерук Волинська область       | Мар'ян Закальницький Київська область |
| 2018           | Валерій Літанюк Івано-Франківська область | Мар'ян Закальницький Київська область | Ігор Сахарук Волинська область        |
| 2019           | Сергій Будза Київська область             | Іван Банзерук Волинська область       | Олексій Казанін Вінницька область     |
| 2020           | Сергій Будза Київська область             | Антон Радько Сумська область          | Дмитро Собчук Волинська область       |
| 2021 (зимовий) | Антон Радько Сумська область              | Дмитро Собчук Волинська область       | Ігор Главан Сумська область           |
| 2021           | Назар Коваленко Київська область          | Якуб Єлонек Польща                    | Дмитро Собчук Волинська область       |
| 2022           | Валерій Літанюк Івано-Франківська область | Антон Радько Сумська область          | Ігор Главан Сумська область           |
| 2023           | Ігор Главан Сумська область               | Антон Радько Сумська область          | Іван Банзерук Волинська область       |
| 2024           | Іван Банзерук Волинська область           | Сергій Світличний Сумська область     | Ігор Главан Сумська область           |

### Ходьба 50 кілометрів
| Чемпіонат  | Золото                               | Срібло                                | Бронза                                    |
| ---------- | ------------------------------------ | ------------------------------------- | ----------------------------------------- |
| 1992       |                                      |                                       |                                           |
| 1993       | Віталій Попович Київська область     | Володимир Сойка Львівська область     | Олег Бандурченко Харківська область       |
| 1994       | Віталій Попович Київська область     | Володимир Сойка Львівська область     | Микола Ямщиков Київ                       |
| 1995       |                                      | Володимир Сойка Львівська область     | Петро Палагицький Львівська область       |
| 1996       |                                      |                                       |                                           |
| 1997       | Олексій Шелест Сумська область       | Руслан Лазоркін Сумська область       | Олександр Шимко Київ                      |
| 1998       |                                      |                                       |                                           |
| 1999       | Олексій Шелест Сумська область       | Феодосій Чумаченко Молдова            | Віталій Попович Київська область          |
| 2000       | Віталій Попович Київська область     | Олексій Шелест Сумська область        | Юрій Бурбан Львівська область             |
| 2001       | Олексій Шелест Сумська область       | Юрій Бурбан Львівська область         | Сергій Лазар Львівська область            |
| 2002       | Олексій Шелест Сумська область       | Юрій Бурбан Львівська область         | Олексій Казанін Київська область          |
| 2003       | Олексій Шелест Сумська область       | Олексій Казанін Київська область      | Юрій Бурбан Львівська область             |
| 2004       | Олексій Шелест Сумська область       | Олексій Казанін Київська область      | Юрій Бурбан Львівська область             |
| 2005       | Олексій Шелест Сумська область       | Сергій Будза Київська область         | Донатас Скарнуліс Литва                   |
| 2006       | Олексій Шелест Сумська область       | Андрій Ковенко Вінницька область      | Сергій Будза Київська область             |
| 2007       | Сергій Будза Київська область        | Андрій Ковенко Вінницька область      | Олексій Шелест Сумська область            |
| 2008       | Донатос Шкарнуліс Литва              | Олексій Шелест Сумська область        | Олександр Романенко Вінницька область     |
| 2009       | Сергій Будза Київська область        | Андрій Ковенко Вінницька область      | Фредрах Філіпович Сербія                  |
| 2010       | Сергій Будза Київська область        | Рафа Федачинський Польща              | Рафаль Сікора Польща                      |
| 2011       | Сергій Будза Київська область        | Ігор Главан Київська область          | Андрій Степанчук Білорусь                 |
| 2012       | Олексій Шелест Сумська область       | Ігор Сахарук Волинська область        | Іван Банзерук Волинська область           |
| 2013       | Ігор Сахарук Волинська область       | Андрій Гречковський Київська область  | Олександр Романенко Вінницька область     |
| 2014       | Сергій Будза Київська область        | Андрій Гречковський Київська область  | Ігор Сахарук Волинська область            |
| 2015       | Андрій Гречковський Київська область | Ігор Сахарук Волинська область        | Мар'ян Закальницький Київська область     |
| 2016       | Андрій Гречковський Київська область | Мар'ян Закальницький Київська область | Валерій Літанюк Івано-Франківська область |
| 2017       | Андрій Гречковський Київська область | Ігор Сахарук Волинська область        | Валерій Літанюк Івано-Франківська область |
| 2018       | Дмитро Собчук Волинська область      | Сергій Будза Київська область         | Сергій Сусик Волинська область            |
| 2019       | Алекс Райт Ірландія                  | Ігор Главан Сумська область           | Антон Радько Сумська область              |
| 2020       | Ігор Главан Сумська область          | Сергій Будза Київська область         | Валерій Літанюк Івано-Франківська область |
| після 2020 | чемпіони не визначались              |                                       |                                           |